# Verlag C. A. Schwetschke & Sohn
C. A. Schwetschke & Sohn  war ein Verlag, der von 1729 bis 1934 in Halle (Saale), Braunschweig und Berlin existierte. Das Verlagsprogramm umfasste vorwiegend wissenschaftliche Bücher und Zeitschriften aus den Bereichen Theologie, Rechtswissenschaft, Philosophie, Philologie, Medizin und Naturwissenschaften. Teilweise wurde auch schöngeistige Literatur verlegt.

## Verlagsgeschichte und Verlagsprogramm

### Anfänge des Verlages in Halle (1729 bis 1852)
Der Verlagsgründer Johann Georg Klemm erwarb am 1. Juli 1729 das Privileg zur Errichtung einer Buchhandlung in Halle. Klemm war vorwiegend als Sortimentsbuchhändler tätig, teilweise aber auch als Verlagsbuchhändler. So verlegte er etwa Abhandlungen des französischen Theologen François Fénelon und des Juristen Johann Lorenz Fleischer.
Sein Nachfolger Carl Hermann Hemmerde widmete sich ab 1737 neben dem Sortiment vor allem dem Ausbau des Verlagsprogramms. Er verlegte u. a. Werke der Theologen Johann Jacob Rambach, Siegmund Jacob Baumgarten und Johann Salomo Semler sowie der Philosophen Alexander Gottlieb Baumgarten und Georg Friedrich Meier, des Mediziners Johann Gottlob Krüger, des Naturforschers Christian Gottlieb Kratzenstein und der Rechtswissenschaftler Christoph Weidlich und Johann Friedrich Eisenhart. Es wurden auch einige schöngeistige Werke verlegt; hervorzuheben ist dabei die Messias-Dichtung von Friedrich Gottlieb Klopstock.
Hemmerdes Nachfolger Carl August Schwetschke gelang es ab 1788 weitere bedeutende Autoren an den Verlag zu binden. So verlegte er z. B. Werke des Chemikers Karl Wilhelm Gottlob Kastner, des Historikers Peter Friedrich Kanngießer (1774–1833), des Mineralogen Christian Keferstein sowie der Juristen Carl August Tittmann, Christoph Christian von Dabelow und Christian Julius Ludwig Steltzer (1758–1831). Zu den Autoren der von Gotthilf Heinrich Schnee (1761–1830) herausgegebenen, ab 1803 erscheinenden Landwirtschaftlichen Zeitung gehörte z. B. der Mediziner Samuel Hahnemann. Die Zeitschrift Archiv des Criminalrechts wurde von dem Würzburger Rechtsprofessor Gallus Aloysius Caspar Kleinschrod (1762–1824) herausgegeben und erschien – mit Unterbrechungen – von 1798 bis 1857.
Im Jahr 1829 trat der Verlegersohn Carl Ferdinand Schwetschke als Teilhaber in den Verlag ein; nach dessen Tod im Jahr 1843 leitete sein Bruder Dr. Carl Gustav Schwetschke den Verlag bis 1851. In dieser Zeit wurden Gottfried Bernhardys Suidae Lexicon. Graecae et latine, Georg Wilhelm Freytags Lexicon arabico-latinum sowie eine Werkausgabe von Reformatorenschriften, das Corpus Reformatorum (Edd. Bretschneider & Bindseil), publiziert, wobei mit den Schriften Philipp Melanchthons begonnen wurde.

### Verlagsübersiedlung nach Braunschweig (1852 bis 1900)

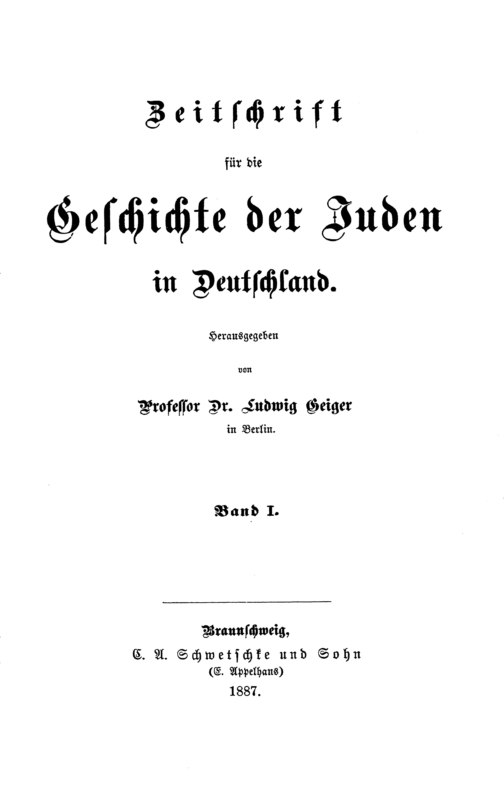
Zeitschrift für die Geschichte der Juden in Deutschland, erster Band, 1887

1851 wurde der Verlag an Moritz Bruhn verkauft, der den Geschäftssitz am 1. September 1852 nach Braunschweig verlegte. Bruhn baute das wissenschaftliche Verlagsprogramm weiter aus: Unter seiner Ägide wurden z. B. Werke der Theologen Michael Baumgarten, Eduard Reuss (1804–1891) und Ewald Rudolf Stier, der Altphilologen Gregor Wilhelm Nitzsch und Karl Viktor Müllenhoff, der Naturwissenschaftler Heinrich Limpricht, Moritz Rühlmann, James Sheridan Muspratt, Friedrich Stohmann und Wilhelm Henneberg, des Astronomen Julius Schmidt, des Mediziners Ludwig Krahmer sowie der Rechtswissenschaftler Friedrich Mommsen und Eduard Osenbrüggen publiziert. Hervorzuheben sind Wilhelm Giesebrechts bedeutende und einflussreiche Geschichte der deutschen Kaiserzeit, Heinrich Brunns Geschichte der griechischen Künstler und Otto Stobbes Rechtsquellen, der erste Band einer von Georg Beseler geplanten Geschichte des deutschen Rechts. Die Zeitschrift Allgemeine Monatsschrift für Wissenschaft und Literatur (erschienen 1850–1854) wurde von Johann Gustav Droysen, Karl Viktor Müllenhoff und Justus Olshausen mit herausgegeben. An ein breiteres Publikum wandte sich die populäre, posthum erstveröffentlichte Schrift Aus meinem Leben von Johann Heinrich Wilhelm Tischbein (genannt „Goethe-Tischbein“).
Der Verlegersohn Harald Bruhn trat 1872 als Teilhaber in den Verlag ein; ab 1876 war er alleiniger Verlagsinhaber. Im Jahr 1885 verkaufte er die Verlagsbuchhandlung an die Braunschweiger Buchhändler Wiegandt und Eugen Appelhans. Wiegandt schied bald danach aus dem Unternehmen aus.

### Letzte Verlagsjahre in Berlin (1900 bis 1934)

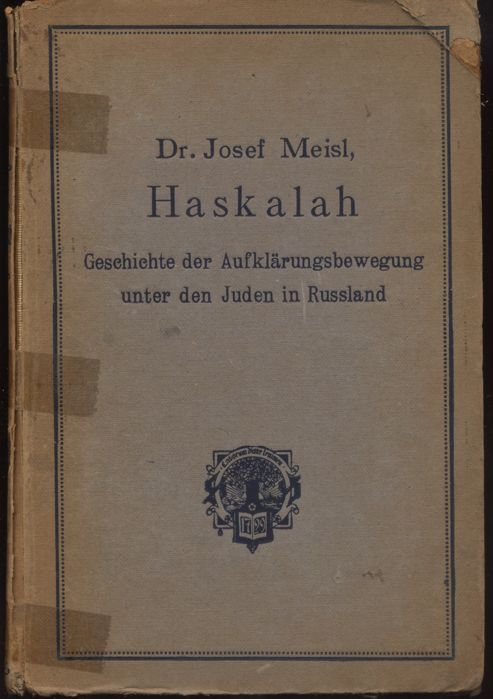
Josef Meisl: Haskalah (1919)

Am 1. Juli 1900 verkaufte Appelhans die Verlagsbuchhandlung (mit Ausnahme einiger Verlagsrechte) an den Hallenser Emil Loezius, der den Geschäftssitz nach Berlin verlegte. Nach den Interimsinhabern Therese Ad. Loezius (ab 1909) und Dr. Martin Rosenthal (ab 1911) wurde ab 1915 Oskar Klebinder neuer Verlagsinhaber. Er führte die Verlagsbuchhandlung bis 1934 fort. Ab 1935 ist der Verlag nicht mehr im Adressbuch des Deutschen Buchhandels nachweisbar.